# Achilles Heel
Achilles Heel — четвёртый студийный альбом американской инди-рок группы Pedro the Lion. Он был выпущен 25 марта 2004 года лейблом Jade Tree. Обложку альбома оформил Jesse LeDoux. Он достиг места № 26 в чартах Top Heatseekers и № 24 в Top Independent Albums.
Альбом получил положительные отзывы критиков.

## Отзывы
| Совокупная оценка | Совокупная оценка |
| Источник          | Оценка            |
| ----------------- | ----------------- |
| Metacritic        | 71/100            |
| Оценки критиков   |                   |
| Источник          | Оценка            |
| AllMusic          | [ 3 ]             |
| Pitchfork         | (4.7/10)          |

Альбом получил положительные отзывы критиков.
Чарльз Спано из AllMusic написал, что «Achilles Heel, пятый альбом Pedro the Lion, является визитной карточкой группы, кульминацией её предыдущих работ и — на момент выхода — её лучшим альбомом на сегодняшний день. Разбивка линейных повествований The Only Reason I Feel Secure и Control на более широкие концепции и темы, которые в меньшей степени зависят от повествования и в большей — от актуальной личной политики, оказалась выигрышным подходом. Пройдя через эмоциональный водоворот американской пригородной эннуиации, Дэвид Базан и компания создали красивую и колеблющуюся смесь инди-рока и кантри-фолка. С некоторыми из лучших песен за всю карьеру группы — классической, простой, кантри-мелодичной „Foregone Conclusions“ и пышной, парящей „The Fleecing“, например, — Pedro the Lion представляют себя как Нила Янга для домов и магазинов, героя среднего класса для тех, кто оказался в обыденном пространстве между макмансионами и работой на девять-пятнадцать. Базан — мастер этого дела, он пробирается сквозь рутину и обыденность за каждой каплей меланхолии и поэзии. Хотя эти песни лиловаты и лишены юмора (не ждите от них ничего такого же весёлого, как от Darkness), они похожи на литературу, положенную на музыку, на аналог инди-рока в романе А. М. Хомса „Безопасность предметов“ — может быть, немного трудновато проглотить или дочитать до конца, но тем не менее они блестяще переданы».

## Список композиций
Все треки написал David Baza, кроме «Keep Swinging» (там соавтор Tim Walsh) и «Start Without Me» (T.W. Walsh).
1. «Bands With Managers» — 3:46
2. «Foregone Conclusions» — 2:27
3. «The Fleecing» — 4:41
4. «Discretion» — 2:50
5. «Arizona» — 4:08
6. «Keep Swinging» — 2:53
7. «Transcontinental» — 2:38
8. «I Do» — 4:11
9. «A Simple Plan» — 3:41
10. «Start Without Me» — 3:11
11. «The Poison» — 3:46